# حادثه معبد تاینی
حادثه معبد تاینی (به ژاپنی: 大寧寺の変 Taineiji no Hen) به کودتای سوئه هاروکاتا در سپتامبر سال ۱۵۵۱ علیه اوئوچی یوشیتاکا دایمیوی ولایت سوئو اشاره دارد. این کودتا با خودکشی اوئوچی یوشیتاکا خاتمه یافت.